# Okaida
A Nova Okaida ou Tropa do Vaqueirinho é uma organização criminosa da Paraíba. Ela é uma dissidência da antiga Okaida e da Okaida RB e foi criada em 2019.

## História
No início, a organização vendia drogas fornecidas pelo Primeiro Comando da Capital (PCC) em bairros de João Pessoa. Após um homicídio de um integrante do PCC no Bairro São José, reduto da Okaida, a relação entre as duas facções ficaram estremecidas já naquele ano de 2010.

## Okaida
Foi a primeira versão da facção paraibana Okaida, seu líder com mais expressão era o criminoso Roosevelt Antônio da Silva, o Miramar, seguido de André Quirino da Silva, o Fão, seguido de Genildo Fábio Crispim, o Pinino, dentre outros criminosos.

## Okaida RB
Segundo César Barbosa, a Nova Okaida e a facção potiguar Sindicato do Crime, sempre agiram de forma integrada nas atividades ilícitas, seja no tráfico de drogas ou no fenômeno brasileiro denominado Novo Cangaço[carece de fontes?]. A aliança das duas facções contra o PCC também fortalecia ainda mais essas duas facções. Em dado momento de 2016 ou 2017, a Okaida declarou guerra ao Comando Vermelho, bem em um momento em que a facção SDC estava em uma aliança fortalecida com a facção carioca Comando Vermelho.
Nessa guerra, lideranças do Sindicato do Crime decidiram ficar neutros nesse conflito envolvendo a facção paraibana e carioca. A facção Sindicato do Crime fornecia drogas para grande parte dos traficantes da Okaida, sendo cobrado um 'pedágio' dessas drogas inseridas na Paraíba pelo líder da Okaida na época, o criminoso André Quirino da Silva, o Fão. Nesse interim, a facção potiguar incitou uma dissidência da facção paraibana Okaida, de forma que foi criada a Okaida RB no dia 11 de agosto de 2017. Os dois líderes da dissidência RB (iniciais dos líderes) eram os criminosos Robson Machado de Lima, o Rô Psicopata e José Roberto Batista dos Santos, o Betinho.
A dissidência também trouxe uma aliança com o Comando Vermelho, já que Rô Psicopata estava detido no Presídio Federal de Catanduvas e firmou essa aliança com os líderes do CV lá presos, Elias Maluco e Marcinho VP.
A aliança da Okaida RB e Sindicato era tão forte que chegou a ser expressa no estatuto da facção paraibana.

## Nova Okaida
A Nova Okaida surge no dia 17 de Julho de 2019, nasce da dissidência da Okaida RB. Rô Psicopata e Betinho são expulsos da facção, que é assumida por Francinaldo Barbosa de Oliveira, o Vaqueirinho. Em funks da facção, a dupla foi acusada de judaria, traição e ambição no âmbito criminoso. A facção criminosa também conta com 15 conselheiros responsáveis por coordenar o tráfico nas principais cidades da Paraíba.